# 春一番 (コンサート)
春一番（はるいちばん）は、1971年から2025年まで、福岡風太、阿部登らが中心になって、関西を中心としたミュージシャンを集めて、大阪の天王寺公園野外音楽堂（1996年からは服部緑地野外音楽堂）で5月のゴールデンウィークに開催した大規模な野外コンサート。フォークソング、ロック、ジャズなど、ジャンルにこだわらないコンサートとして親しまれている。
1979年まで続き、裏方スタッフが業界人となり、阪神・淡路大震災の起きた1995年から会場を変えて再開し、2006年からは「祝春一番」の名称で現在に至っている。コンサートを続ける理由を福岡風太は「死んだからや、渡が。それだけや」と語っている。

## 歴史

### 1971-79年
1971年の発足当初は、コンサートを運営する事務所すらなく、大阪・なんば元町にあったコーヒーハウス「ディラン」（店主・大塚まさじ）に友部正人、伊藤銀次、石田長生、永井洋、西岡恭蔵、詩人の片桐ユズルらが集まり、福岡風太が中心となって宴会を兼ねたミーティングのなかで打ち合わせや作業をすすめていった。これに加えて、はっぴいえんどや岡林信康との交流がすすみ、東京で山下洋輔のマネージャーをやっていた阿部登が大阪に帰ってきて、企画がすすんでいった。。1971年5月、名古屋に住んでいた当時20歳のいとうたかおが第1回「春一番」にスタッフとして参加し、以後、大阪に移り住む。
1971年8月の第3回全日本フォークジャンボリーの盛り上がりの後を受けた1972年の第2回「春一番」は前回を上回る集客数となる。1972年から、第2回「春一番」のライブ・レコードが制作されるようになり、コンサートの存在が知られるようになった。
春一番を毎年続けていくうちに、毎回出演するミュージシャンのなかからレコーディングをしたり、ツアーを組み、本格的なプロの活動をする人が増えていった。
スタッフも、ミュージシャンや音楽イベントのマネージャー、PA、照明などを生活の糧とするようになった。
音楽を本業とするスタッフが増えていくなかで多忙になるなど諸般の事情を考慮して、1979年を最後に春一番を中断することにした。

### 大震災/1995年以後
1995年、大阪城野外音楽堂で、16年振りの復活「春一番‘95」が5月4日と5月5日の2日間にわたって、開催された。
再開2回目の1996年5月の春一番は、イベント名称を「祝春一番」に改め、会場を服部緑地野外音楽堂に移して、開催。これまで、2日間だった日程を3日間に拡大。
1996年以後、同様の3日間日程だったが、2004年以降、さらに、4日間に拡大。2006年からは、イベント名称を再び「祝春一番」に改称。2009年以降は、5日間の開催となっている。
第2回より舞台監督、プロデューサーであった阿部登が2010年11月28日に逝去、2011年3月11日の東日本大震災とそれに端を発する福島第一原子力発電所事故後の「祝春一番2011」（2011年4月30日、5月1日、5月3日、5月4日、5月5日開催）は、40周年記念にあたり、福岡風太は、スタッフブログで「あまりにもデカすぎる追悼コンサート」、「世界中から原子力発電所は無くならなあきません。」と（被災地に向けて）「自由に『心（キモチ）』を発信する」コンサートと位置づけた。
本来は2020年をもって最終回とする予定であったが、新型コロナウイルス感染症の世界的流行に伴い同年から2022年まで3年連続で開催中止となったため、最終回が開催できずにいた。2023年に4年ぶりに開催。翌2024年は、長年主催を務めてきた福岡風太の健康上の理由から、息子の福岡嵐が主催と司会を務めた。
2024年6月に福岡風太が逝去後、福岡嵐は「何かやりたければ自分でやれ」と風太から言われていたこともあり当初は「（次は）やりたくない」という意思表示をしていたが、「誰かがちゃんと終わりって言わないと、けじめがつかない」という理由から2025年を最終回として開催することを決定した。最終回は1970年に福岡風太が初めて主催した野外コンサート「BE-IN LOVE-ROCK」の名前を冠し、「春一番 BE-IN LOVE-ROCK」として2025年5月3日・4日・5日に開催された。

## 連動イベント
1973年、福岡風太の許可を得て、新宿ロフトで『春二番』というライヴが開催された。2006年3月13、14日には、第2回『春二番』ライヴを開催した。2009年4月15日、「東京春一番2009」が福岡のプロデュースで下北沢のライブハウスでも開催されている。

## テーマ曲
春一番コンサートのために西岡恭蔵がテーマ曲「春一番」を作曲。

## 主な出演者
高田渡、ザ・ディランII、岩井宏、加川良、中川イサト、西岡恭蔵、はっぴいえんど、はちみつぱい、シバ、遠藤賢司、あがた森魚、中川五郎、豊田勇造、金森幸介、センチメンタル・シティ・ロマンス、中山ラビ、若林純夫、よしだよしこ、なぎらけんいち、斉藤哲夫、有山じゅんじ、上田正樹＆サウス・トゥ・サウス、オレンジ・カウンティ・ブラザーズ、大塚まさじ、ひがしのひとし、いとうたかお、古川豪、中川五郎、佐藤GWAN博、アチャコ一座、宮里ひろし、金延幸子、林ヒロシ（小林政広）、佐久間順平、三上寛、憂歌団、シーナ&ザ・ロケッツ、遠藤ミチロウ、早川義夫、

## 95年以降の出演者
押尾コータロー、大西ユカリと新世界、矢野絢子、山中一平とオンドリャーズ(河内音頭)、郷土芸術江州音頭二代目桜川唯丸会(江州音頭)、リクオ、中川敬ら。
さらに、メジャーとなった、竹内まりや、忌野清志郎、近藤房之助、ウルフルズ、江口洋介、CHAR、中島らも、シーナ&ロケッツ、ソウル・フラワー・モノノケ・サミットも出演していたことは注目される。
ジャズ界からも、山下洋輔トリオ、渋谷毅オーケストラ、金子マリとバックスバニー、坂田明、ペギー葉山といったベテランも出演した。

## ディスコグラフィ
| 発売日         | アルバム | レーベル         | 規格 | 規格品番    |
| -------------- | --- | ---------------- | ---- | ----------- |
| 1972年8月5日   | 春一番コンサート・ライブ! | キングレコード   | LP   | OFW 1/2     |
| 非売品         | '72春一番 DISC-1 1. 西岡恭蔵「春一番」 2. グループありちゃん「かわいいあの子に」 3. ブードゥチャイル「分かっとくれ」 4. ブードゥチャイル「ももんが」 5. 田中ケンジ「食卓」 6. 田中ケンジ「30パーセント」 7. 田中ケンジ「僕が行ってしまったら」 8. 田中ケンジ「作詩術」 9. 田中ケンジ「その指どけてよ」 10. 田中ケンジ「インスタントコーヒーラグ」 DISC-2 1. ダッチャ「あたいの話」 2. ダッチャ「微笑を浮かべて」 3. 貧°苦「さびしき東通り」 4. 貧°苦「ミネルヴァのふくろう」 5. 貧°苦「1970年12月某日某喫茶店にて」 6. いとうたかお「位置をかえて座ってみても」 7. いとうたかお「あしたはきっと」 8. いとうたかお「かたつむり」 9. いとうたかお「19才」 10. いとうたかお「雨やどり」 DISC-3 1. ディランII「君はきっと」 2. ディランII「僕の街」 3. ディランII「ガムをかんで」 4. ディランII「その時」 5. ディランII「プカプカ」 6. 金延幸子「空はふきげん」 7. はっぴいえんど「貧乏」 8. はっぴいえんど「はいからはくち」 DISC-4 1. 律とイサト「ひまつぶし」 2. 律とイサト「朝帰り」 3. 律とイサト「ひがみ」 4. 律とイサト「のんだくれ女」 5. 律とイサト「かなしいね」 6. 律とイサト「あの娘にあいに」 7. 中川五郎「系図」 8. 中川五郎「今はこんなに元気でも」 9. 中川五郎「ミスター・ボージャングル」 10. 中川五郎「俺とボギー・マギー」 DISC-5 1. ごまのはえ「お早う眠り猫君」 2. ごまのはえ「まにあってます」 3. ごまのはえ「語呂合せ」 4. ごまのはえ「しゃべりたいなあ」 5. ごまのはえ「留子ちゃんたら」 6. 乱魔堂「前へ上へ」 7. 乱魔堂「出発」 8. 乱魔堂「何のために」 9. 乱魔堂「チェッ」 DISC-6 1. シバ「青い空の日」 2. シバ「夜汽車にのって」 3. シバ「もぐらの唄」 4. シバ「不眠症」 5. シバ「交叉点」 6. シバ「ミッドナイト・スペシャル」 7. 小坂忠とフォージョーハーフ「カラス」 8. 小坂忠とフォージョーハーフ「どろんこまつり」 9. 小坂忠とフォージョーハーフ「機関車」 10. 小坂忠とフォージョーハーフ「庭はポカポカ」 11. 小坂忠とフォージョーハーフ「ありがとう」 DISC-7 1. 友部正人「追伸」 2. 友部正人「君がほしい」 3. 友部正人「乾杯」 4. 友部正人「もう春だね」 5. 友部正人「一本道」 6. 友部正人「まちは裸ですわりこんでいる」 DISC-8 1. あがた森魚「冬のサナトリウム」 2. あがた森魚「赤色エレジー」 3. あがた森魚「君はハートのクイーンだよ」 4. あがた森魚「大道芸人」 5. はちみつぱい「こうもりが飛ぶよ」 6. はちみつぱい「土手の向うに」 7. はちみつぱい「塀の上で」 8. はちみつぱい「たばこ路地」 DISC-9 1. 高田渡「自転車に乗って」 2. 加川良「白い家」 3. 岩井宏「かみしばい」 4. 高田渡・加川良・岩井宏「あしたはきっと」 5. 高田渡「系図」 6. 遠藤賢司「寝図美よこれが太平洋だ」 7. 遠藤賢司「結婚しようよ」 8. 遠藤賢司「カレーライス」 9. 遠藤賢司「満足できるかな」 DISC-10 1. 武蔵野たんぽぽ団「吉祥寺ブルース」 2. 武蔵野たんぽぽ団「長屋の路地に」 3. 武蔵野たんぽぽ団「もしも」 4. 武蔵野たんぽぽ団「ミッドナイト・スペシャル」 5. 武蔵野たんぽぽ団「淋しい気持ちで」 6. 若林純夫「朝」 7. 武蔵野たんぽぽ団「あしたはきっと」 8. 武蔵野たんぽぽ団「Car Car」 |                  | LP   |             |
| 2006年5月2日   | '72春一番 DISC-1 1. 西岡恭蔵「春一番」 2. グループありちゃん「かわいいあの子に」 3. ブードゥチャイル「分かっとくれ」 4. ブードゥチャイル「ももんが」 5. 田中ケンジ「食卓」 6. 田中ケンジ「30パーセント」 7. 田中ケンジ「僕が行ってしまったら」 8. 田中ケンジ「作詩術」 9. 田中ケンジ「その指どけてよ」 10. 田中ケンジ「インスタントコーヒーラグ」 DISC-2 1. ダッチャ「あたいの話」 2. ダッチャ「微笑を浮かべて」 3. 貧°苦「さびしき東通り」 4. 貧°苦「ミネルヴァのふくろう」 5. 貧°苦「1970年12月某日某喫茶店にて」 6. いとうたかお「位置をかえて座ってみても」 7. いとうたかお「あしたはきっと」 8. いとうたかお「かたつむり」 9. いとうたかお「19才」 10. いとうたかお「雨やどり」 DISC-3 1. ディランII「君はきっと」 2. ディランII「僕の街」 3. ディランII「ガムをかんで」 4. ディランII「その時」 5. ディランII「プカプカ」 6. 金延幸子「空はふきげん」 7. はっぴいえんど「貧乏」 8. はっぴいえんど「はいからはくち」 DISC-4 1. 律とイサト「ひまつぶし」 2. 律とイサト「朝帰り」 3. 律とイサト「ひがみ」 4. 律とイサト「のんだくれ女」 5. 律とイサト「かなしいね」 6. 律とイサト「あの娘にあいに」 7. 中川五郎「系図」 8. 中川五郎「今はこんなに元気でも」 9. 中川五郎「ミスター・ボージャングル」 10. 中川五郎「俺とボギー・マギー」 DISC-5 1. ごまのはえ「お早う眠り猫君」 2. ごまのはえ「まにあってます」 3. ごまのはえ「語呂合せ」 4. ごまのはえ「しゃべりたいなあ」 5. ごまのはえ「留子ちゃんたら」 6. 乱魔堂「前へ上へ」 7. 乱魔堂「出発」 8. 乱魔堂「何のために」 9. 乱魔堂「チェッ」 DISC-6 1. シバ「青い空の日」 2. シバ「夜汽車にのって」 3. シバ「もぐらの唄」 4. シバ「不眠症」 5. シバ「交叉点」 6. シバ「ミッドナイト・スペシャル」 7. 小坂忠とフォージョーハーフ「カラス」 8. 小坂忠とフォージョーハーフ「どろんこまつり」 9. 小坂忠とフォージョーハーフ「機関車」 10. 小坂忠とフォージョーハーフ「庭はポカポカ」 11. 小坂忠とフォージョーハーフ「ありがとう」 DISC-7 1. 友部正人「追伸」 2. 友部正人「君がほしい」 3. 友部正人「乾杯」 4. 友部正人「もう春だね」 5. 友部正人「一本道」 6. 友部正人「まちは裸ですわりこんでいる」 DISC-8 1. あがた森魚「冬のサナトリウム」 2. あがた森魚「赤色エレジー」 3. あがた森魚「君はハートのクイーンだよ」 4. あがた森魚「大道芸人」 5. はちみつぱい「こうもりが飛ぶよ」 6. はちみつぱい「土手の向うに」 7. はちみつぱい「塀の上で」 8. はちみつぱい「たばこ路地」 DISC-9 1. 高田渡「自転車に乗って」 2. 加川良「白い家」 3. 岩井宏「かみしばい」 4. 高田渡・加川良・岩井宏「あしたはきっと」 5. 高田渡「系図」 6. 遠藤賢司「寝図美よこれが太平洋だ」 7. 遠藤賢司「結婚しようよ」 8. 遠藤賢司「カレーライス」 9. 遠藤賢司「満足できるかな」 DISC-10 1. 武蔵野たんぽぽ団「吉祥寺ブルース」 2. 武蔵野たんぽぽ団「長屋の路地に」 3. 武蔵野たんぽぽ団「もしも」 4. 武蔵野たんぽぽ団「ミッドナイト・スペシャル」 5. 武蔵野たんぽぽ団「淋しい気持ちで」 6. 若林純夫「朝」 7. 武蔵野たんぽぽ団「あしたはきっと」 8. 武蔵野たんぽぽ団「Car Car」 | Bellwood Records | CD   | BRIDGE051   |
| 1973年8月25日  | 春一番実況録音盤（春一番ライブ '73） A面 1. 朝野由彦 / もう帰るところが 2. 朝野由彦 / オリオン座 3. 中塚正人 / 吹雪哀歌 4. 中塚正人 / 風景 5. 若林純夫 / 雪の月光写真師 B面 1. ザ・オイルフィット・ブラザーズ / 雪まつり 2. 中川五郎とたらちねしょんしょんバンド / 虹の民 3. 中川五郎とたらちねしょんしょんバンド / 祝婚歌 4. 西岡恭蔵 / ぷかぷか 5. 西岡恭蔵 / 街の君 C面 1. はちみつぱい / こうもりが飛ぶ頃 2. はちみつぱい / 草路地 3. 高田渡 / 私の青空 4. 高田渡 / 私は私よ 5. 高田渡 / 石 D面 1. ザ・ディランII / 時は過ぎて 2. ザ・ディランII / ガムをかんで 3. ザ・ディランII / 茶色い帽子 4. ザ・ディランII / 悲しみは果てしなく | Bellwood Records | LP   | OFW-9～10   |
| 2004年4月28日  | 春一番実況録音盤（春一番ライブ '73） A面 1. 朝野由彦 / もう帰るところが 2. 朝野由彦 / オリオン座 3. 中塚正人 / 吹雪哀歌 4. 中塚正人 / 風景 5. 若林純夫 / 雪の月光写真師 B面 1. ザ・オイルフィット・ブラザーズ / 雪まつり 2. 中川五郎とたらちねしょんしょんバンド / 虹の民 3. 中川五郎とたらちねしょんしょんバンド / 祝婚歌 4. 西岡恭蔵 / ぷかぷか 5. 西岡恭蔵 / 街の君 C面 1. はちみつぱい / こうもりが飛ぶ頃 2. はちみつぱい / 草路地 3. 高田渡 / 私の青空 4. 高田渡 / 私は私よ 5. 高田渡 / 石 D面 1. ザ・ディランII / 時は過ぎて 2. ザ・ディランII / ガムをかんで 3. ザ・ディランII / 茶色い帽子 4. ザ・ディランII / 悲しみは果てしなく | Bellwood Records | CD   | BZCS9021    |
| 2022年10月28日 | 春一番実況録音盤（春一番ライブ '73） A面 1. 朝野由彦 / もう帰るところが 2. 朝野由彦 / オリオン座 3. 中塚正人 / 吹雪哀歌 4. 中塚正人 / 風景 5. 若林純夫 / 雪の月光写真師 B面 1. ザ・オイルフィット・ブラザーズ / 雪まつり 2. 中川五郎とたらちねしょんしょんバンド / 虹の民 3. 中川五郎とたらちねしょんしょんバンド / 祝婚歌 4. 西岡恭蔵 / ぷかぷか 5. 西岡恭蔵 / 街の君 C面 1. はちみつぱい / こうもりが飛ぶ頃 2. はちみつぱい / 草路地 3. 高田渡 / 私の青空 4. 高田渡 / 私は私よ 5. 高田渡 / 石 D面 1. ザ・ディランII / 時は過ぎて 2. ザ・ディランII / ガムをかんで 3. ザ・ディランII / 茶色い帽子 4. ザ・ディランII / 悲しみは果てしなく |                  | 配信 |             |
| 1973年8月25日  | 春一番コンサート・ライヴ '73 A面 1. 中川五郎とたらちねしょんしょんばんど / 虹の民 3:42 2. 中川五郎とたらちねしょんしょんばんど / 祝婚歌 3:59 3. 西岡恭蔵 / プカプカ 4:13 4. 西岡恭蔵 / 街の君 3:57 5. はちみつぱい / こうもりが飛ぶ頃 7:47 6. はちみつぱい / 煙草路地 5:40 B面 1. 高田渡 / 私の青空 3:20 2. 高田渡 / 私は私よ 2:17 3. 高田渡 / 石 4:32 4. ザ・ディランII / 時は過ぎて 4:42 5. ザ・ディランII / ガムをかんで 4:44 6. ザ・ディランII / 悲しみは果てしなく 5:36 | Bellwood Records | LP   |             |
| 1987年2月21日  | 春一番コンサート・ライヴ '73 A面 1. 中川五郎とたらちねしょんしょんばんど / 虹の民 3:42 2. 中川五郎とたらちねしょんしょんばんど / 祝婚歌 3:59 3. 西岡恭蔵 / プカプカ 4:13 4. 西岡恭蔵 / 街の君 3:57 5. はちみつぱい / こうもりが飛ぶ頃 7:47 6. はちみつぱい / 煙草路地 5:40 B面 1. 高田渡 / 私の青空 3:20 2. 高田渡 / 私は私よ 2:17 3. 高田渡 / 石 4:32 4. ザ・ディランII / 時は過ぎて 4:42 5. ザ・ディランII / ガムをかんで 4:44 6. ザ・ディランII / 悲しみは果てしなく 5:36 | Bellwood Records | CD   | K30X 142    |
| 1973年8月25日  | 春一番 '73 A面 1. 朝野由彦 / もう帰るところが 2. 朝野由彦 / オリオン座 3. 中塚正人 / 吹雪哀歌 4. 中塚正人 / 風景 5. 若林純夫 / 雪の月光写真師 B面 1. はちみつぱい / 煙草路地 2. 高田渡 / 私の青空 3. 高田渡 / 私は私よ 1. ザ・ディランII / 時は過ぎて 2. ザ・ディランII / 悲しみは果てしなく | Bellwood Records | LP   | OFM 5       |
| 1990年5月21日  | '73 春一番コンサート・ライブ! 1. はちみつぱい / こうもりが飛ぶ頃 2. はちみつぱい / 煙草路地 3. 高田渡 / 私の青空 4. 高田渡 / 私は私よ 5. 高田渡 / 石 6. 若林純夫 / 雪の月光写真師 7. 西岡恭蔵 / プカプカ 8. 西岡恭蔵 / 街の君 9. ザ・ディランII / ガムをかんで 10. ザ・ディランII / 茶色い帽子 11. ザ・ディランII / 悲しみは果てしなく 12. ザ・ディランII / 時は過ぎて | Bellwood Records | CD   | KICS-2028   |
| 1974年8月25日  | '74 春一番コンサート・ライブ! A面 1. Jam / わたしの自転車 2. なぎらけんいち / 淋しい気持で 3. 中山ラビ / 夢のドライブ 4. 布谷文夫/ 夏バテ 5. 吉田美奈子 / 週末 B面 1. 林亭＋林宏 / 神田橋 2. 高田渡 / ものもらい 3. 高田渡 / 蛙の歌 4. 高田渡 / 生活の柄 5. 遠藤賢司 / 踊ろよベイビー C面 1. 中塚正人 / 中耳炎 2. 朝野由彦 / 夕暮れ時に 3. いとうたかお / 水を一杯 4. 金森幸介 / 悲しみの季節 5. 中川五郎 / Come To My Bedside D面 1. ザ・ディランII / 悲しみのセールスマン 2. ザ・ディランII / 俺達に明日はない 3. ザ・ディランII / 女王様の恋 4. ザ・ディランII / 男らしいってわかるかい | Bellwood Records | LP   | OFW-17-18   |
| 2004年4月28日  | '74 春一番コンサート・ライブ! A面 1. Jam / わたしの自転車 2. なぎらけんいち / 淋しい気持で 3. 中山ラビ / 夢のドライブ 4. 布谷文夫/ 夏バテ 5. 吉田美奈子 / 週末 B面 1. 林亭＋林宏 / 神田橋 2. 高田渡 / ものもらい 3. 高田渡 / 蛙の歌 4. 高田渡 / 生活の柄 5. 遠藤賢司 / 踊ろよベイビー C面 1. 中塚正人 / 中耳炎 2. 朝野由彦 / 夕暮れ時に 3. いとうたかお / 水を一杯 4. 金森幸介 / 悲しみの季節 5. 中川五郎 / Come To My Bedside D面 1. ザ・ディランII / 悲しみのセールスマン 2. ザ・ディランII / 俺達に明日はない 3. ザ・ディランII / 女王様の恋 4. ザ・ディランII / 男らしいってわかるかい | Bellwood Records | CD   | BZCS9023    |
| 2022年10月28日 | '74 春一番コンサート・ライブ! A面 1. Jam / わたしの自転車 2. なぎらけんいち / 淋しい気持で 3. 中山ラビ / 夢のドライブ 4. 布谷文夫/ 夏バテ 5. 吉田美奈子 / 週末 B面 1. 林亭＋林宏 / 神田橋 2. 高田渡 / ものもらい 3. 高田渡 / 蛙の歌 4. 高田渡 / 生活の柄 5. 遠藤賢司 / 踊ろよベイビー C面 1. 中塚正人 / 中耳炎 2. 朝野由彦 / 夕暮れ時に 3. いとうたかお / 水を一杯 4. 金森幸介 / 悲しみの季節 5. 中川五郎 / Come To My Bedside D面 1. ザ・ディランII / 悲しみのセールスマン 2. ザ・ディランII / 俺達に明日はない 3. ザ・ディランII / 女王様の恋 4. ザ・ディランII / 男らしいってわかるかい |                  | 配信 |             |
| 1975年8月25日  | 春一番 '74 A面 1. Jam / わたしの自転車 3:10 2. なぎらけんいち / 淋しい気持で 4:23 3. 朝野由彦 / うたを歌って 4:35 4. 中山ラビ / 夢のドライブ 5:09 5. 遠藤賢司 / 踊ろよベイビー 6:12 B面 1. 吉田美奈子 / 週末 2. いとうたかお / 水を一杯 3. 林亭＋林宏 / 神田橋 4. 高田渡 / 生活の柄 5. ザ・ディラン / 男らしいってわかるかい | Bellwood Records | LP   | OFM-6       |
| 1990年5月21日  | '74 春一番コンサート・ライブ! 1. なぎらけんいち / 淋しい気持で 2. 中山ラビ / 夢のドライブ 3. 吉田美奈子 / 週末 4. 林亭＋林宏/ 神田橋 5. 高田渡/ ものもらい 6. 高田渡 / 蛙の歌 7. 高田渡 / 生活の柄 8. 遠藤賢司 / 踊ろよベイビー 9. ザ・ディランII / 悲しみのセールスマン 10. ザ・ディランII / 俺達に明日はない 11. ザ・ディランII / 女王様の恋 12. ザ・ディランII / 男らしいってわかるかい | Bellwood Records | CD   | KISC 2029   |
| 1975年         | 春一番 '75 A面 1. いとうたかお / こんなに不安なんだよ 4:13 2. ダッチャ / 朝になったら 4:12 3. 林亭 / 接吻 2:31 4. 中川五郎 / 水と光 3:57 5. 古川豪 / ホーボーの子守唄 3:52 B面 1. 朝野由彦 / 巡礼 2. 佐藤博 / たんぽぽのお酒 3. シバ / 挨風 4. 朝比奈逸人 / ライ・ウィスキー 5. 高田渡 / はじめての児に | Bellwood Records | LP   | OFM-7       |
| 2022年10月28日 | 春一番 '75 A面 1. いとうたかお / こんなに不安なんだよ 4:13 2. ダッチャ / 朝になったら 4:12 3. 林亭 / 接吻 2:31 4. 中川五郎 / 水と光 3:57 5. 古川豪 / ホーボーの子守唄 3:52 B面 1. 朝野由彦 / 巡礼 2. 佐藤博 / たんぽぽのお酒 3. シバ / 挨風 4. 朝比奈逸人 / ライ・ウィスキー 5. 高田渡 / はじめての児に |                  | 配信 |             |
| 1976年7月21日  | 春一番ライヴ 76 A面 1. 松村正秀 / The Entertainer 2. 小林功 / 風小僧 3. 佐久間順平 / 樹氷 4. 朝比奈逸人 / もう終わりさ 5. 青木ともこ / 私の自転車 6. 朝野由彦 / 旅の途中 B面 1. いとうたかおとランニングベア / Dallas Rag 2. 佐藤博 / 地平線 3. シバ / お陽さんブルース 4. シバ / グッドナイト・ブルース 5. 高田渡 / 座蒲団 6. 高田渡 / 私の青空 | Bellwood Records | LP   | OFM-8       |
| 2022年10月28日 | 春一番ライヴ 76 A面 1. 松村正秀 / The Entertainer 2. 小林功 / 風小僧 3. 佐久間順平 / 樹氷 4. 朝比奈逸人 / もう終わりさ 5. 青木ともこ / 私の自転車 6. 朝野由彦 / 旅の途中 B面 1. いとうたかおとランニングベア / Dallas Rag 2. 佐藤博 / 地平線 3. シバ / お陽さんブルース 4. シバ / グッドナイト・ブルース 5. 高田渡 / 座蒲団 6. 高田渡 / 私の青空 |                  | 配信 |             |
| 2004年5月26日  | 春一番ライヴ 75-76 Disc1 1. いとうたかお / こんなに不安なんだよ 2. ダッチャ / 朝になったら 3. 林亭 / 接吻 4. 中川五郎 / 水と光 5. 古川豪 / ホーボーの子守唄 6. 朝野由彦 / 巡礼 7. 佐藤博 / たんぽぽのお酒 8. シバ / 挨風 9. 朝比奈逸人 / ライ・ウィスキー 10. 高田渡 / はじめての児に Disc2 1. 松村正秀 / The Entertainer 2. 小林功 / 風小僧 3. 佐久間順平 / 樹氷 4. 朝比奈逸人 / もう終わりさ 5. 青木ともこ / 私の自転車 6. 朝野由彦 / 旅の途中 7. いとうたかおとランニングベア / Dallas Rag 8. 佐藤博 / 地平線 9. シバ / お陽さんブルース 10. シバ / グッドナイト・ブルース 11. 高田渡 / 座蒲団 12. 高田渡 / 私の青空 | Bellwood Records | CD   | BZCS9025    |
| 1977年7月21日  | 春一番ライヴ 77 A面 1. 松村正秀 / 坂道 2. 佐久間順平 / 不毛の地 3. 青木ともこ / 心のままにAmoureuse 4. 高田渡とヒルトップ・ストリングス・バンド / 夜汽車にのって 5. 朝野由彦 / もっと歌えます B面 1. ランニング・ベア / 歌が空を焦がす夜 2. 友部正人 / 絵葉書 3. 1928ブルースバンド / 雨 4. 佐藤博 / かんしゃく玉 5. いとうたかお / いきたいところがあるんだ | Bellwood Records | LP   | OFM-23      |
| 2022年10月28日 | 春一番ライヴ 77 A面 1. 松村正秀 / 坂道 2. 佐久間順平 / 不毛の地 3. 青木ともこ / 心のままにAmoureuse 4. 高田渡とヒルトップ・ストリングス・バンド / 夜汽車にのって 5. 朝野由彦 / もっと歌えます B面 1. ランニング・ベア / 歌が空を焦がす夜 2. 友部正人 / 絵葉書 3. 1928ブルースバンド / 雨 4. 佐藤博 / かんしゃく玉 5. いとうたかお / いきたいところがあるんだ |                  | 配信 |             |
| 1978年8月5日   | 春一番ライヴ 78 A面 1. いとうたかお with 山岡安司 / 解き放たれる 2. 青木ともこ / 風太の失恋 3. 友川かずき / 回想 4. シバ / 家路 5. シバ / バイバイ・ブルース B面 1. 砂川正和とナスティ・チェイン / ア・チェンジ・イズ・ゴーナ・カム 2. 朝野由彦 / 回帰線佳子 3. 吉田佳子 / 風景 4. 友部正人 / 田中さんとぼく 5. 中川イサト / マイ・クレオル・ベル | Bellwood Records | LP   | SKD-1045    |
| 2022年10月28日 | 春一番ライヴ 78 A面 1. いとうたかお with 山岡安司 / 解き放たれる 2. 青木ともこ / 風太の失恋 3. 友川かずき / 回想 4. シバ / 家路 5. シバ / バイバイ・ブルース B面 1. 砂川正和とナスティ・チェイン / ア・チェンジ・イズ・ゴーナ・カム 2. 朝野由彦 / 回帰線佳子 3. 吉田佳子 / 風景 4. 友部正人 / 田中さんとぼく 5. 中川イサト / マイ・クレオル・ベル |                  | 配信 |             |
| 2004年5月26日  | 春一番ライヴ 77-78 Disc1 1. 松村正秀 / 坂道 2. 佐久間順平 / 不毛の地 3. 青木ともこ / 心のままにAmoureuse 4. 高田渡とヒルトップ・ストリングス・バンド / 夜汽車にのって 5. 朝野由彦 / もっと歌えます 6. ランニング・ベア / 歌が空を焦がす夜 7. 友部正人 / 絵葉書 8. 1928ブルースバンド / 雨 9. 佐藤博 / かんしゃく玉 10. いとうたかお / いきたいところがあるんだ Disc2 1. いとうたかお with 山岡安司 / 解き放たれる 2. 青木ともこ / 風太の失恋 3. 友川かずき / 回想 4. シバ / 家路 5. シバ / バイバイ・ブルース 6. 砂川正和とナスティ・チェイン / ア・チェンジ・イズ・ゴーナ・カム 7. 朝野由彦 / 回帰線 8. 友部正人 / 田中さんとぼく 9. 中川イサト / マイ・クレオル・ベル | Bellwood Records | CD   | BZCS9027    |
| 1979年8月21日  | 最後の春一番 / 春一番コンサート '79 vol.1 A面 1. 大塚まさじ & Tour Band / 男らしいってわかるかい 2. 中川イサト / ローリング・メニュー 3. 加川良 / オレンジ・キャラバン 4. 佐久間順平 & Barrel House Revue / 最終列車 5. 佐久間順平 & Barrel House Revue / 声 B面 1. 有山淳司 / Baby おまえが好きだよ 2. 友部正人 / いちばん露骨な花 3. 中川五郎 & トカゲバンド / いつも戸口までだったね 4. 中川五郎 & トカゲバンド / 腰まで泥まみれ | Bellwood Records | LP   | SKD-1046    |
| 1979年8月21日  | 最後の春一番 / 春一番コンサート '79 vol.2 A面 1. 永井隆＆Blue Heaven / ハウ・ヴリュー・キャン・ユー・ゲット 2. いとうたかお / その際に立ち 3. いとうたかお / 歴史はくり返さないだろう B面 1. シバ / 深い夜 2. シバ / 不眠症のブルース 3. 朝野由彦＆センチメンタル・シティ・ロマンス / もう帰るところが 4. 朝野由彦＆センチメンタル・シティ・ロマンス / 呼び声が訪れるまで | Bellwood Records | LP   | SKD-1047    |
| 2004年5月26日  | 春一番ライブ '79 ※ 「最後の春一番 '79 vol.1、vol.2」として発売された2枚を2枚組CDとして再発 Disc1 1. 大塚まさじ＆Tour Band / 男らしいってわかるかい 2. 中川イサト / ローリング・メニュー 3. 加川良 / オレンジ・キャラバン 4. 佐久間順平＆Barrel House-Revue / 最終列車 5. 佐久間順平＆Barrel House-Revue / 声 6. 有山淳司 / Baby おまえが好きだよ 7. 友部正人 / いちばん露骨な花 8. 友部正人 / いつも戸口までだったね 9. 中川五郎＆トカゲバンド / 腰まで泥まみれ Disc2 1. 永井隆＆Blue Heaven / ハウ・ヴリュー・キャン・ユー・ゲット 2. いとうたかお / その際に立ち 3. いとうたかお / 歴史はくり返さないだろう 4. シバ / 深い夜 5. シバ / 不眠症のブルース 6. 朝野由彦＆センチメンタル・シティ・ロマンス / もう帰るところが 7. 朝野由彦＆センチメンタル・シティ・ロマンス / 呼び声が訪れるまで | Bellwood Records | CD   | BZCS9029    |
| 1979年9月5日   | The History Of 春一番 1971-1979 A面 1. 中川五郎 / ミスターボージャングル 2. 友部正人 / まちは裸ですわりこんでいる 3. いとうたかお / あしたはきっと 4. 朝野由彦/ オリオン座 B面 1. 中塚正人 / 風景 2. 西岡恭蔵 / プカプカ 3. ザ・ディランII / 悲しみは果てしなく 4. 林亭＋林宏 / 神田橋 5. なぎらけんいち / 淋しい気持ちで 6. 朝比奈逸人 / ライ・ウィスキー C面 1. 古川豪 / ホーボーの子守唄 2. 青木ともこ / 私の自転車 3. センチメンタル・シティ・ロマンス / うちわもめ～スゥイート・アイスクリームサンデー 4. メリケン・ブーツ / くそくらえ 5. 松村正秀 / 坂道 6. 佐藤博 / かんしゃく玉 D面 1. 中川イサト / My Creole Belle 2. 加川良 / オレンジ・キャラバン 3. シバ / いつでもブルース 4. 朝野由彦・いとうたかお・大塚まさじ / I Shall Be Released | キングレコード   | LP   | SKM-1589-90 |
| 1998年4月24日  | 春一番スペシャル・セレクション～帰る道はないだろう 1. 歴史はくり返さないだろう 2. 悲しみの季節 3. もう帰るところが 4. たばこ路地 5. 時は過ぎて 6. 朝になったら 7. 接吻 8. バイバイ・ブルース 9. 生活の柄 10. たんぽぽのお酒 11. 祝婚歌 12. 週末 13. Baby お前が好きだよ 14. マイ・クリオール・ベル | Bellwood Records | CD   | KICS-2237   |
| 1998年4月24日  | 春一番スペシャル・セレクション～五月の風に出会ったら 1. プカプカ 2. 田中さんとぼく 3. 心のままに 4. わたしの自転車 5. 庭はぽかぽか 6. 旅の途中 7. 冬のサナトリウム～サルビアの花 8. 雪の月光写真師 9. ローリング・メニュー 10. もう終わりさ 11. ガムをかんで 12. ホーボーの子守歌 13. 坂道 14. オレンジ・キャラバン | Bellwood Records | CD   | KICS-2238   |
| 1998年4月24日  | 春一番スペシャル・セレクション～地球は皮をはいだ 1. うちわもめ～スウィート・アイスクリーム・サンデー 2. 夢のドライヴ 3. 歌が空を焦がす夜 4. ハウ・ブルー・キャン・ユー・ゲット 5. ア・チェンジ・イズ・ゴナ・カム 6. 夏バテ 7. へいの上で 8. とめ子ちゃん 9. もうこの街じゃ 10. そんなに言うのなら 11. 俺たちに明日はない 12. いきたいところがあるんだ 13. 踊ろよベイビー | Bellwood Records | CD   | KICS-2239   |
| 1998年4月24日  | 春一番スペシャル・セレクション～生命の光が昇っていく 1. 風景 2. 解き放たれる 3. いつも戸口までだったね 4. 絵葉書 5. 雨 6. 最終列車 7. 風小僧 8. インスタント・コーヒー・ラグ 9. 街の君 10. 夜汽車にのって 11. 淋しい気持ちで 12. 私の青空 13. カーカー 14. 男らしいってわかるかい | Bellwood Records | CD   | KICS-2240   |

## 注
1. ↑  高田渡のこと。
2. ↑  「渡が死んだ日に“来年も春一をやろう”と俺は決めたんや」-福岡風太インタビュー（「祝春一番2006」『雲遊天下』増刊号、雲遊天下読者応援団＋ビレッジプレス、2006年5月）
3. ↑  ザ・ディランIIの項目を参照。
4. ↑  「福岡風太と喫茶〈ディラン〉の時代」- 井口啓子の西日本ロック紀行 No. 147 （OOPS!　コラム　2007年5月2日）
5. ↑  いとうたかおホームページ　パイオグラフィ掲載。
6. ↑  http://rooftop.cc/news/2019/03/09223000.php
7. ↑  「悠春風春（ユーシュンフーシュン）」 - 福岡風太 「春二番」2006特集ページ参照。
8. ↑  「春一番95」復活に向けてのスタッフ募集のよびかけ - 福岡風太（「春一番とは」春一番スタッフページに掲載）
9. ↑  「オレとおマエの春一番」- 福岡風太（祝春一番2009ウェブサイト内「春一番とは」所収 2007年）
10. ↑  祝春一番2011スタッフ日記
11. 1 2 3  “嵐とスタッフの会話”. 春一番 BE-IN LOVE-ROCK. 2025年8月4日閲覧。
12. ↑  “半世紀も続けられた感謝を伝える時間。【春一番（福岡嵐）】”. フリーペーパー DEAL（ディール） (2025年4月21日). 2025年8月4日閲覧。
13. ↑  前掲「悠春風春（ユーシュンフーシュン）」 - 福岡風太 「春二番」2006特集ページ参照。